# محمود مغربي
محمود مغربي (1962 - 2015) شاعر مصري معاصر، لُقِّب بـ«السندباد» أو «شاعر الصعيد»، ولد في فبراير 1962 م في قنا بصعيد مصر يكتب شعر الفصحى منذ أواخر السبعينات، نشرت قصائده في كثير من الدوريات الأدبية في مصر وخارجها، وحاز على العديد من الجوائز في مصر، وتوفي في 3 سبتمبر 2015.

## نشاطه الأدبي
- عضو اتحاد كُتّاب مصر.
- عضو الأمانة العامة لمؤتمر أدباء مصر.
- عضو اتحاد كتاب الإنترنت العرب.
- عضو حركة شعراء العالم.
- المحرر الثقافي للعديد من الصحف.
- عضو الأمانة العامة لمؤتمر أدباء مصر ممثّلا لإقليم جنوب الصعيد وشارك في العديد من دوراته التي أُقيمت في محافظات (أسوان، بورسعيد، المنصورة، البحيرة، مرسى مطروح، الفيوم، سوهاج، البحر الأحمر).
- عضو مشارك في العديد من المواقع والمدوّنات الأدبية والثقافية على شبكة الإنترنت.
- عضو مؤتمر الأدباء والكُتّاب العرب والذي أُقيم في محافظة شمال سيناء (يونيو 2007 العريش).
- عضو أمانة مؤتمر إقليم وسط وجنوب الصعيد الثقافي. في العديد من دوراته.
- عضو أمانة مؤتمر أمل دنقل الأدبي.
- عضو أمانة أُدباء مصر دورة لأكثر من دورة.

## أعماله الأدبية
- -(صمت الوقت) كتاب شعري مشترك مع شعراء قنا.
- -(أغنية الولد الفوضوي) مجموعة شعرية عن دار جهاد عام 1994م طبعة أولى خاصة.
- -(أغنية الولد الفوضوي) مجموعة شعرية سلسلة الكتاب الأول بالمجلس الأعلى للثقافة بالقاهرة عام 1998م.
- -(العتمة تنسحب رويداً) مجموعة شعرية عن سلسلة كتابات جديدة الهيئة العامة للكتاب عام 2006.
- -(تأمّلات طائر) مجموعة شعرية عن سلسلة إشراقات جديدة بالهيئة المصرية العامة للكتاب بالقاهرة عام 2006.
- -(ناصية الأنثى) كتاب يضم خواطري صدر عن دار بورصة الكتب بالقاهرة يناير2011.
- -(صدفة بغمازتين) بورصة الكتب للطبع والنشر 2012 القاهرة.
- -(أغنية الولد الفوضوي) الطبعة الثانية دار المحروسة بالاشتراك مع مركز عماد قطرب للإبداع القاهرة 2013.
- - (تجليّات المغربي) مجموعة شعرية بالعربية والفرنسية

## الجوائز والتكريم
- جائزة (أخبار الأدب) في الشعر عام 1995م.
- -جائزة هيئة قصور الثقافة في الشعر عام 1995.
- -جائزة المجلس الأعلى للشباب والرياضة الأدبية عام 1996.
- -درع جائزة التفوق من هيئة قصور الثقافة بمناسبة تكريمه في مؤتمر قنا الأدبي الثاني يناير 2000م.
- -درع هيئة قصور الثقافة بمناسبة تكريمه في مؤتمر أدباء مصر في الدورة رقم 15 بمطروح والتي رأسها الأديب الكبير بهاء طاهر عام 2000م.
- -شهادة تقدير في تكريمه في (الملتقى الفني الثامن للجامعات العربية) بجامعة جنوب الوادي عام 2007.
- - تكريم بالنادي الثقافي العربي بالشارقة بدولة الإمارات العربية المتحدة.
- -درع جائزة التفوّق من هيئة قصور الثقافة بمناسبة تكريمه في مؤتمر قنا الأدبي الثاني يناير 2000م.
- -درع هيئة قصور الثقافة بمناسبة تكريمه في مؤتمر أدباء مصر في الدورة رقم 15 بمحافظة مرسى مطروح والتي رأسها الأديب الكبير بهاء طاهر عام 2000م.
- -شهادة تقدير في تكريمه في (الملتقى الفني الثامن للجامعات العربية) بجامعة جنوب الوادي عام 2007.
- -تكريم بالنادي الثقافي العربي بالشارقة بدولة الإمارات العربية المتحدة.
- -تكريم (نادي القاهرة الرياضي) مارس 2011 بمناسبة احتفالية نصر بعد التغيير.
- - تكريم المهرجان الدولي للشعر بالناظور المغربية مايو 2013.
- - تكريم مهرجان الدار البيضاء الأدبي بالمملكة المغربية 2013.
- - تكريم بينالي الثقافة والفنون الدولي المستقل بالقاهرة فبراير 2014.
- - تكريم الدورة الثانية لصالون الشرق الأوسط للأعمال الصغيرة الذي تنظّمه جماعة بصمات التشكيلين العرب بالقاهرة.

## وفاته
توفي يوم الخميس في 3 سبتمبر سنة 2015 عن عمر يناهز 53 عام نتيجة نزيف في المخ.